# Флаг Гамильтона
Флаг Гамильтона — официальный символ города Гамильтона (Онтарио, Канада), наряду с гербом и логотипом.
Флаг был создан Бишопом Ральфом Спэнсоном и был привязан к городу 15 июля 2003 года.

## Описание
На жёлто-сине-жёлтом фоне золотой канадский пятилистник, окружённый цепью из чередующихся шести больших и шести маленьких звеньев, также золотистых.

## Обоснование символики
Флаг сделан похожим на канадский флаг, на котором в центре располагается трилистник.
Цвета: жёлтый и королевский синий. В центре находится золотой пятилистник, который обозначал (по клану Гамильтонов) имя города. Цепь снаружи символизирует единство и сообщество индустрии. Шесть соединений обозначают шесть сообществ города: Гамильтон, Энкастер, Дандас, Флэмборо, Глэнбрук и Стоун Крик.